# Rio Branco do Ivaí
Rio Branco do Ivaí là một đô thị thuộc bang Paraná, Brasil. Đô thị này có diện tích 385,595 km², dân số năm 2007 là 3986 người, mật độ 8,8 người/km².